# Grzegorz Wołągiewicz
Grzegorz Wołągiewicz (ur. 2 stycznia 1950 w Zaleskiem, zm. 1 września 2010 w Suwałkach) – polski nauczyciel i samorządowiec, prezydent Suwałk (1994–2002), od 2005 prezes Klubu Sportowego Wigry Suwałki.

## Życiorys
Z wykształcenia był matematykiem, pracował jako nauczyciel w suwalskim szkolnictwie. Był pierwszym dyrektorem Szkoły Podstawowej nr 5 im. Alfreda Wierusz Kowalskiego w Suwałkach. Pełnił obowiązki prezesa zarządu Towarzystwa Przyjaciół Dzieci. Od 1987 do 1989 sprawował funkcję wiceprezydenta, a w latach 1994–2002 prezydenta Suwałk. W wyborach w 2002 bez powodzenia ubiegał się o reelekcję, przegrywając z Józefem Gajewskim. Zasiadł jednocześnie w radzie miejskiej. W listopadzie 2003 stanął na czele zarządu Suwalskiej Specjalnej Strefy Ekonomicznej S.A. W 2006 bez powodzenia ubiegał się o mandat radnego z listy „Bloku Samorządowego”.
W 2005 został prezesem zarządu Suwalskiego Klubu Sportowego „Wigry”. Działał w zarządzie Podlaskiego Związku Piłki Nożnej oraz w centralnych strukturach Polskiego Związku Piłki Nożnej.
Zmarł wskutek choroby nowotworowej.